# Una lettera per Momo
Una lettera per Momo (ももへの手紙?, Momo e no tegami) è un film d'animazione del 2011 diretto da Hiroyuki Okiura e prodotto dallo studio di animazione Production I.G con la collaborazione della Pierrot.
Il film è stato presentato in anteprima internazionale al Toronto International Film Festival del 2011 ed è stato il primo film anime giapponese ad essere presente al Varsavia Film Festival. Inoltre, è stato nominato per il premio "International Competition" al 27° Varsavia Film Festival, per il premio "Golden Orchid Halekulani" al 31° Hawaii International Film Festival ed ha vinto il "Future Film Platinum Grand Prize" al Future Film Festival 2012 di Bologna
Una lettera per Momo è uscito nelle sale cinematografiche giapponesi il 21 aprile 2012 mentre il DVD italiano è uscito il 5 dicembre distribuito dalla Dynit.

## Trama
Momo è una ragazzina di undici anni timida e piena di fantasia che sta soffrendo a causa della recente morte del padre ed i conseguenti profondi cambiamenti nella sua vita. Con sua madre si trasferisce da Tokyo a Shio, una remota isola vicino alla città di Setouchi dove un tempo viveva la madre quando era bambina, ma Momo non si adatta bene al nuovo ambiente, abituata com'è alla città.
Suo padre, prima di morire, le aveva lasciato una lettera incompiuta che conteneva soltanto due parole: "Cara Momo" e la ragazzina cerca di dare un senso a quelle parole per capire che cosa suo padre stesse cercando di dirle. Infatti subito prima del viaggio in cui il padre aveva trovato la morte, la ragazzina aveva litigato aspramente con lui e adesso provava un grande rimorso per non avergli potuto chiedere scusa, rammaricandosi che l'ultimo messaggio del padre fosse rimasto incompiuto.
Improvvisamente sull'isola, fino ad allora tranquilla, cominciano a verificarsi degli strani furti e Momo inizia anche a sentire dei rumori provenienti dalla soffitta della sua casa. Quando la madre di Momo si rifiuta di credere che in soffitta ci sia qualcosa di strano, Momo decide di iniziare lei stessa le indagini, durante le quali si imbatte in Kawa, Mame e Iwa, un gruppo di demoni ognuno con una propria strana personalità.
Probabilmente però le misteriose due parole nella lettera del padre di Momo sono connesse a tutti gli strani avvenimenti che stanno accadendo, e forse lo stesso arrivo della ragazzina sull'isola di Shio non è casuale.

## Personaggi
Momo Miyaura (宮浦もも?, Miyaura Momo)
11 anni. È una studentessa di 6ª elementare che si è trasferita con la madre sull'isola di Shio dopo la morte del padre. È una ragazzina molto timida e si confida soltanto con chi conosce veramente bene, anche se affronta la vita con grande risolutezza.
Ikuko Miyaura (宮浦いく子?, Miyaura Ikuko)
39 anni. Madre di Momo. Appare sempre energica e determinata anche se questo suo comportamento non è naturale e le costa un grande stress emotivo.
Kazuo Miyaura (宮浦カズオ?, Miyaura Kazuo)
42 anni. Padre di Momo. Divide la sua vita tra le sue grandi passioni: la famiglia e il suo lavoro di oceanografo. Come la figlia, tende ad esprimere con difficoltà i suoi veri sentimenti.
Sachio Sadahama
78 anni. Zio di Ikuko e prozio di Momo.
Sae Sadahama
75 anni. Zia di Ikuko e prozia di Momo.
Koichi (幸市?)
38 anni. Postino dell'isola di Shio.
Yota (陽太?)
12 anni. Amico di Momo.
Umi (海美?)
5 anni. Sorella minore di Yota.
Iwa (イワ?), Kawa (カワ?), Mame (マメ?)
Demoni guardiani

## Edizione italiana
L'edizione italiana dell'opera, distribuita dalla Dynit è a cura di Carlo Cavazzoni. Il doppiaggio è stato eseguito presso la società di doppiaggio Cine Dubbing sotto la direzione di Maria Pia Di Meo. La traduzione dall'originale giapponese e i dialoghi italiani sono di Ad Libitum di Genova

## Accoglienza
La giuria del Future Film Festival 2012, composta da Francesco Festuccia, Luca Valtorta e Carlo Mauro, nell'assegnare il "Future Film Platinum Grand Prize" ha definito il film: "Un grande romanzo di formazione che racconta temi importanti quali il senso di colpa e la rielaborazione del lutto, attraverso percorsi narrativi insoliti che si ricollegano alla tradizione con specifici riferimenti ai film kaidan, in maniera divertente e toccante allo stesso tempo, con un'animazione essenziale e molto accurata".

## Riconoscimenti
- 2011 – Candidatura alla "International Competition", 27º Festival internazionale del cinema di Varsavia[2]
- 2011 – Candidatura al "Halekulani Golden Orchid Award", 3° Hawaii International Film Festival[2]
- 2011 – "Excellence Prize, Animation Division", 15° Japan Media Arts Festival
- 2012 – "Grand Prize for Best Feature Film", 15° New York International Children's Film Festival
- 2012 – "Public Prize for Best Animated Feature Film", 16° Fantasia Film Festival
- 2012 – "Platinum Grand Priux", 14° Future Film Festival[3]
- 2012 – "Best Feature Film Prize", 11° AniFest
- 2012 – "Feature Film Grand Prize and International Jury's Special Prize", 20° Tokyo Kinder Film Festival[6]